# Бонус бод (рагби 15)
У рагбију 15 постоји правило такозваног бонус бода. Ово је уведено да би се форсирао нападачки стил играња и да би се наградила екипа који тесно изгуби рагби утакмицу. 1 офанзивни бонус бод се добија за постигнута 4 или више есеја на једној истој утакмици, а 1 дефанзивни бонус бод се добија за пораз мањи од 8 поена разлике.
Ово правило се примењује на светском првенству, у супер рагбију, у купу четири нација, у купу европских шампиона, европском челинџ купу, енглеској лиги и лиги про 12. Ипак у француској лиги правило бонус бода је мало другачије, офанзивни бод се добија за 3 или више постигнутих есеја на једној истој утакмици, а дефанзивни бонус бод за пораз мањи од 6 поена разлике. Правило бонус бода не важи у купу шест нација.

## Такмичења у којима се примењује правило бонус бода
Светско првенство у рагбију
Шампионат јужне хемисфере
Енглески премијершип
Француска лига
Келтска лига
Челинџ куп
Куп европских шампиона